# Longicollum cadenati
Longicollum cadenati is een soort in de taxonomische indeling van de Acanthocephala (haakwormen). De worm wordt meestal 1 tot 2 cm lang. Ze komen algemeen voor in het maag-darmstelsel van ongewervelden, vissen, amfibieën, vogels en zoogdieren.
De haakworm komt uit het geslacht Longicollum en behoort tot de familie Pomphorhynchidae. Longicollum cadenati werd in 1984 beschreven door S. P. Gupta & M. Naqvi.